# AMD K8

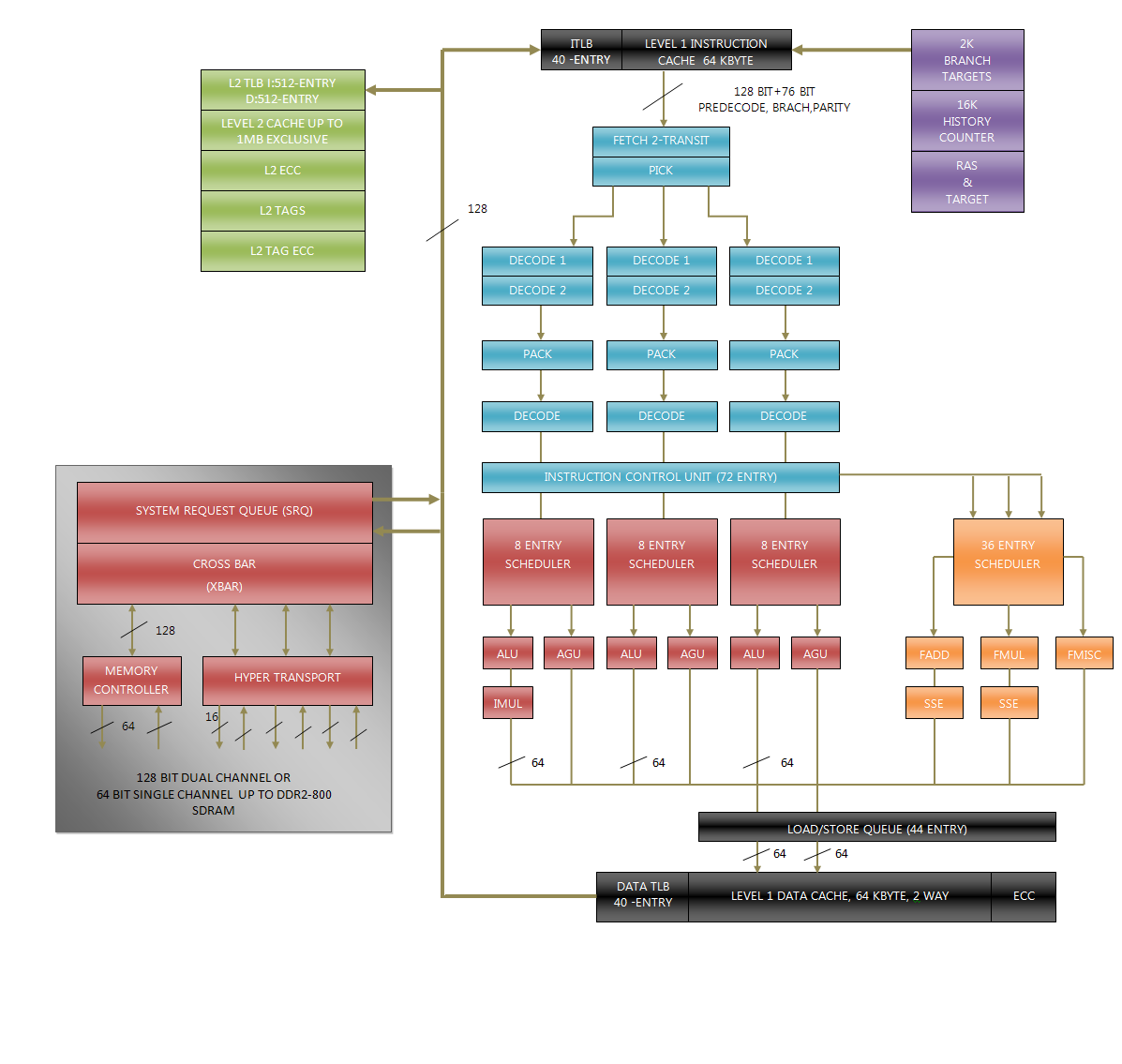
Architettura CPU AMD K8

AMD K8 è l'ottava generazione di CPU x86 (successiva alla K7) dell'azienda Advanced Micro Devices. K8 rappresenta la prima implementazione dell'architettura AMD64 64-bit (x86-64).
I primi processori appartenenti alla famiglia K8 sono stati introdotti nell'aprile 2003.

## Processori

### Desktop

#### AMD Athlon 64

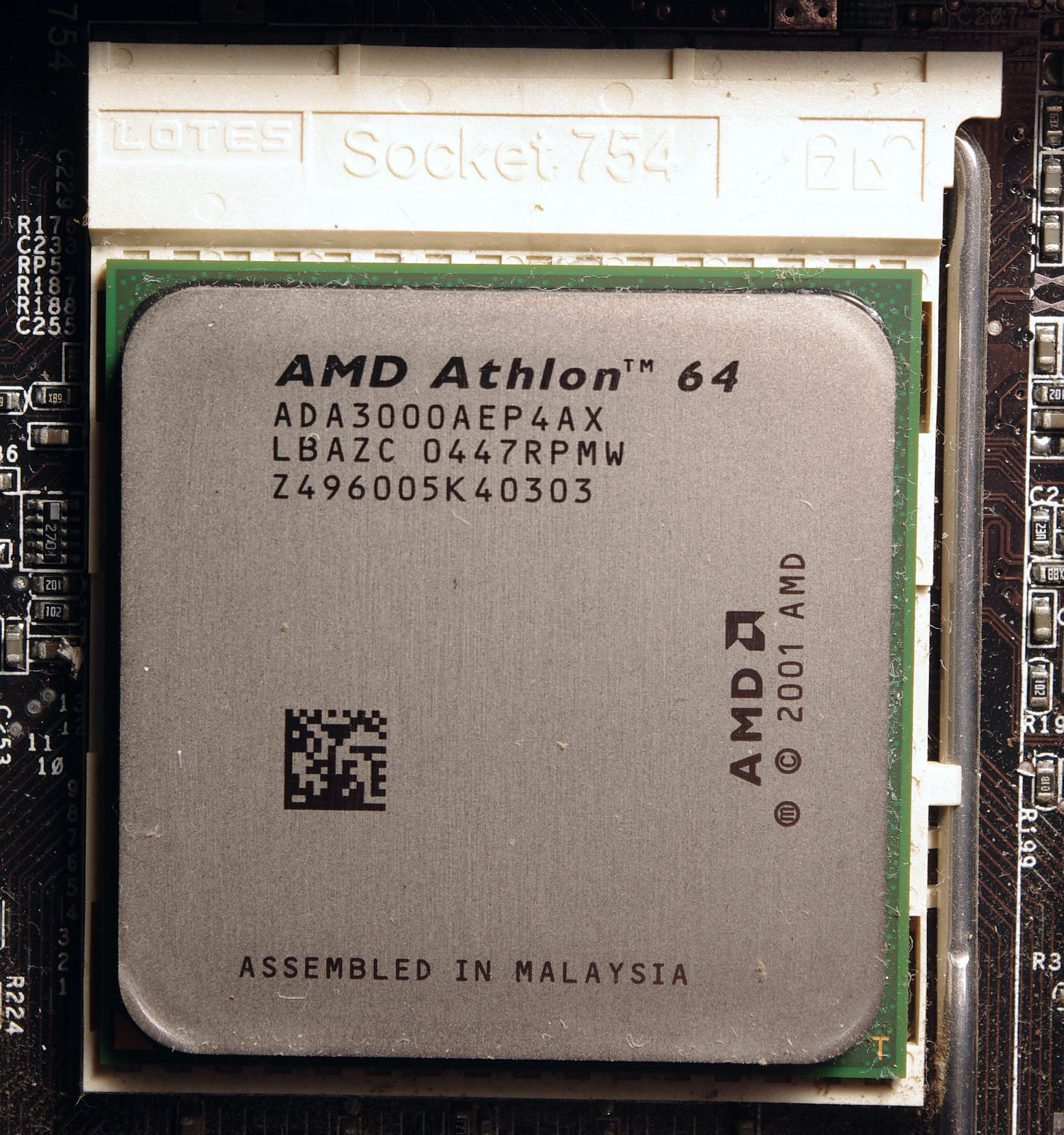
AMD Athlon 64 3000+

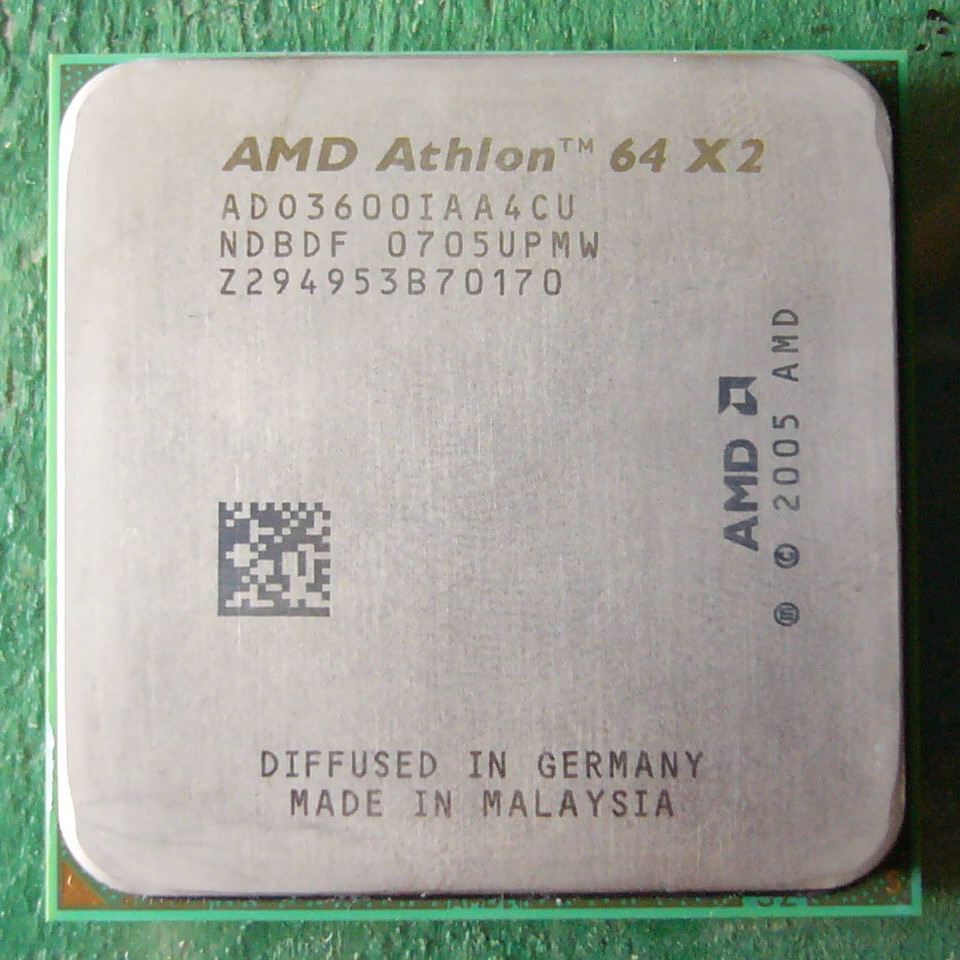
AMD Athlon 64 X2 3600+

| Processore    | Modello | Processo costruttivo | Socket                | Frequenza     | Cores | Threads | Cache L1 | Cache L2 | TDP     |
| ------------- | ------- | -------------------- | --------------------- | ------------- | ----- | ------- | -------- | -------- | ------- |
| AMD Athlon 64 | 1500+   | 90 nm                | Socket 754            | 1000 MHz      | 1     | 1       | 64 KB    | 512 KB   | 9 W     |
| AMD Athlon 64 | 2000+   | 65 nm                | Socket AM2            | 1000 MHz      | 1     | 1       | 64 KB    | 512 KB   | 8 W     |
| AMD Athlon 64 | 2600+   | 65 nm                | Socket AM2            | 1600 MHz      | 1     | 1       | 64 KB    | 512 KB   | 15 W    |
| AMD Athlon 64 | 2650e   | 65 nm                | Socket AM2            | 1600 MHz      | 1     | 1       | 64 KB    | 512 KB   | 15 W    |
| AMD Athlon 64 | 2850e   | 65 nm                | Socket AM2            | 1800 MHz      | 1     | 1       | 64 KB    | 512 KB   | 22 W    |
| AMD Athlon 64 | 2800+   | 130 nm               | Socket 754            | 1800 MHz      | 1     | 1       | 64 KB    | 512 KB   | 89 W    |
| AMD Athlon 64 | 3000+   | 130 nm               | Socket 754            | 2000 MHz      | 1     | 1       | 64 KB    | 512 KB   | 89 W    |
| AMD Athlon 64 | 3100+   | 130 nm               | Socket 754            | 1800 MHz      | 1     | 1       | 64 KB    | 512 KB   |         |
| AMD Athlon 64 | 3200+   | 130 nm               | Socket 754            | 2200 MHz      | 1     | 1       | 64 KB    | 512 KB   | 89 W    |
| AMD Athlon 64 | 3300+   | 130 nm               | Socket 754            | 2400 MHz      | 1     | 1       | 64 KB    | 512 KB   |         |
| AMD Athlon 64 | 3400+   | 130 nm               | Socket 754            | 2000 MHz      | 1     | 1       | 64 KB    | 512 KB   | 89 W    |
| AMD Athlon 64 | 3500+   | 90 nm                | Socket 939            | 2000 MHz      | 1     | 1       | 64 KB    | 512 KB   | 67 W    |
| AMD Athlon 64 | 3600+   | 130 nm               | Socket 754            | 2400 MHz      | 1     | 1       | 64 KB    | 1024 KB  |         |
| AMD Athlon 64 | 3700+   | 90 nm                | Socket 939            | 2200 MHz      | 1     | 1       | 64 KB    | 512 KB   | 85 W    |
| AMD Athlon 64 | 3800+   | 90-130 nm            | Socket 939 Socket AM2 | 2200-2400 MHz | 1     | 1       | 64 KB    | 512 KB   | 45-85 W |
| AMD Athlon 64 | 4000+   | 90 nm                | Socket AM2            | 2600 MHz      | 1     | 1       | 64 KB    | 512 KB   | 59 W    |

#### AMD Athlon 64 X2
| Processore       | Modello | Processo costruttivo | Socket                | Frequenza | Cores | Threads | Cache L1 | Cache L2  | TDP   |
| ---------------- | ------- | -------------------- | --------------------- | --------- | ----- | ------- | -------- | --------- | ----- |
| AMD Athlon 64 X2 | 3250e   | 65 nm                | Socket AM2            | 1500 MHz  | 2     | 2       | 2x 64 KB | 2x 512 KB | 22 W  |
| AMD Athlon 64 X2 | 3400+   | 90 nm                | Socket AM2            | 1800 MHz  | 2     | 2       | 2x 64 KB | 2x 512 KB | 35 W  |
| AMD Athlon 64 X2 | 3400e   | 65 nm                | Socket AM2            | 1800 MHz  | 2     | 2       | 2x 64 KB | 2x 512 KB | 22 W  |
| AMD Athlon 64 X2 | 3600+   | 65 nm                | Socket AM2            | 1900 MHz  | 2     | 2       | 2x 64 KB | 2x 512 KB | 65 W  |
| AMD Athlon 64 X2 | 3800+   | 65 nm                | Socket AM2 Socket 939 | 2000 MHz  | 2     | 2       | 2x 64 KB | 2x 512 KB | 35 W  |
| AMD Athlon 64 X2 | 4000+   | 65 nm                | Socket AM2            | 2100 MHz  | 2     | 2       | 2x 64 KB | 2x 512 KB | 65 W  |
| AMD Athlon 64 X2 | 4200+   | 65 nm                | Socket AM2            | 2200 MHz  | 2     | 2       | 2x 64 KB | 2x 512 KB | 65 W  |
| AMD Athlon 64 X2 | 4400+   | 65 nm                | Socket AM2            | 2300 MHz  | 2     | 2       | 2x 64 KB | 2x 512 KB | 65 W  |
| AMD Athlon 64 X2 | 4600+   | 65 nm                | Socket AM2            | 2400 MHz  | 2     | 2       | 2x 64 KB | 2x 512 KB | 65 W  |
| AMD Athlon 64 X2 | 4800+   | 65 nm                | Socket AM2            | 2500 MHz  | 2     | 2       | 2x 64 KB | 2x 512 KB | 65 W  |
| AMD Athlon 64 X2 | 5000+   | 65 nm                | Socket AM2            | 2600 MHz  | 2     | 2       | 2x 64 KB | 2x 512 KB | 65 W  |
| AMD Athlon 64 X2 | 5200+   | 65 nm                | Socket AM2            | 2700 MHz  | 2     | 2       | 2x 64 KB | 2x 512 KB | 65 W  |
| AMD Athlon 64 X2 | 5400+   | 65 nm                | Socket AM2            | 2900 MHz  | 2     | 2       | 2x 64 KB | 2x 512 KB | 65 W  |
| AMD Athlon 64 X2 | 6000+   | 90 nm                | Socket AM2            | 3000 MHz  | 2     | 2       | 2x 64 KB | 2x 512 KB | 125 W |
| AMD Athlon 64 X2 | 6400+   | 90 nm                | Socket AM2            | 3200 MHz  | 2     | 2       | 2x 64 KB | 2x 512 KB | 125 W |

#### AMD Opteron
| Processore  | Modello | Processo costruttivo | Socket                | Frequenza | Cores | Threads | Cache L1 | Cache L2 | TDP     |
| ----------- | ------- | -------------------- | --------------------- | --------- | ----- | ------- | -------- | -------- | ------- |
| AMD Opteron | 140     | 130 nm               | Socket 940            | 1400 MHz  | 1     | 1       | 64 KB    | 1 MB     | 85 W    |
| AMD Opteron | 142     | 130 nm               | Socket 940            | 1600 MHz  | 1     | 1       | 64 KB    | 1 MB     | 85 W    |
| AMD Opteron | 144     | 130 nm               | Socket 940            | 1800 MHz  | 1     | 1       | 64 KB    | 1 MB     | 82-85 W |
| AMD Opteron | 146     | 130 nm               | Socket 940            | 2000 MHz  | 1     | 1       | 64 KB    | 1 MB     | 89 W    |
| AMD Opteron | 148     | 130 nm               | Socket 940 Socket 939 | 2200 MHz  | 1     | 1       | 64 KB    | 1 MB     | 85-89 W |
| AMD Opteron | 150     | 130 nm               | Socket 940            | 2400 MHz  | 1     | 1       | 64 KB    | 1 MB     | 89 W    |
| AMD Opteron | 152     | 90 nm                | Socket 940            | 2600 MHz  | 1     | 1       | 64 KB    | 1 MB     | 93 W    |
| AMD Opteron | 154     | 90 nm                | Socket 939            | 2800 MHz  | 1     | 1       | 64 KB    | 1 MB     | 104 W   |
| AMD Opteron | 156     | 90 nm                | Socket 939            | 3000 MHz  | 1     | 1       | 64 KB    | 1 MB     | 104 W   |

### Mobile

#### AMD Mobile Athlon 64
| Processore           | Modello | Processo costruttivo | Socket     | Frequenza     | Cores | Threads | Cache L1 | Cache L2 | TDP  |
| -------------------- | ------- | -------------------- | ---------- | ------------- | ----- | ------- | -------- | -------- | ---- |
| AMD Mobile Athlon 64 | 2700+   | 130 nm               | Socket 754 | 1600 MHz      | 1     | 1       | 64 KB    | 512 KB   |      |
| AMD Mobile Athlon 64 | 2800+   | 130 nm               | Socket 754 | 1600-1800 MHz | 1     | 1       | 64 KB    | 1 MB     | 62 W |
| AMD Mobile Athlon 64 | 3000+   | 130 nm               | Socket 754 | 1800-2000 MHz | 1     | 1       | 64 KB    | 1 MB     |      |
| AMD Mobile Athlon 64 | 3200+   | 130 nm               | Socket 754 | 2000 MHz      | 1     | 1       | 64 KB    | 1 MB     | 81 W |
| AMD Mobile Athlon 64 | 3400+   | 130 nm               | Socket 754 | 2200 MHz      | 1     | 1       | 64 KB    | 1 MB     |      |
| AMD Mobile Athlon 64 | 3700+   | 130 nm               | Socket 754 | 2400 MHz      | 1     | 1       | 64 KB    | 1 MB     |      |
| AMD Mobile Athlon 64 | 4000+   | 90 nm                | Socket 754 | 2600 MHz      | 1     | 1       | 64 KB    | 1 MB     | 62 W |

#### AMD Turion 64

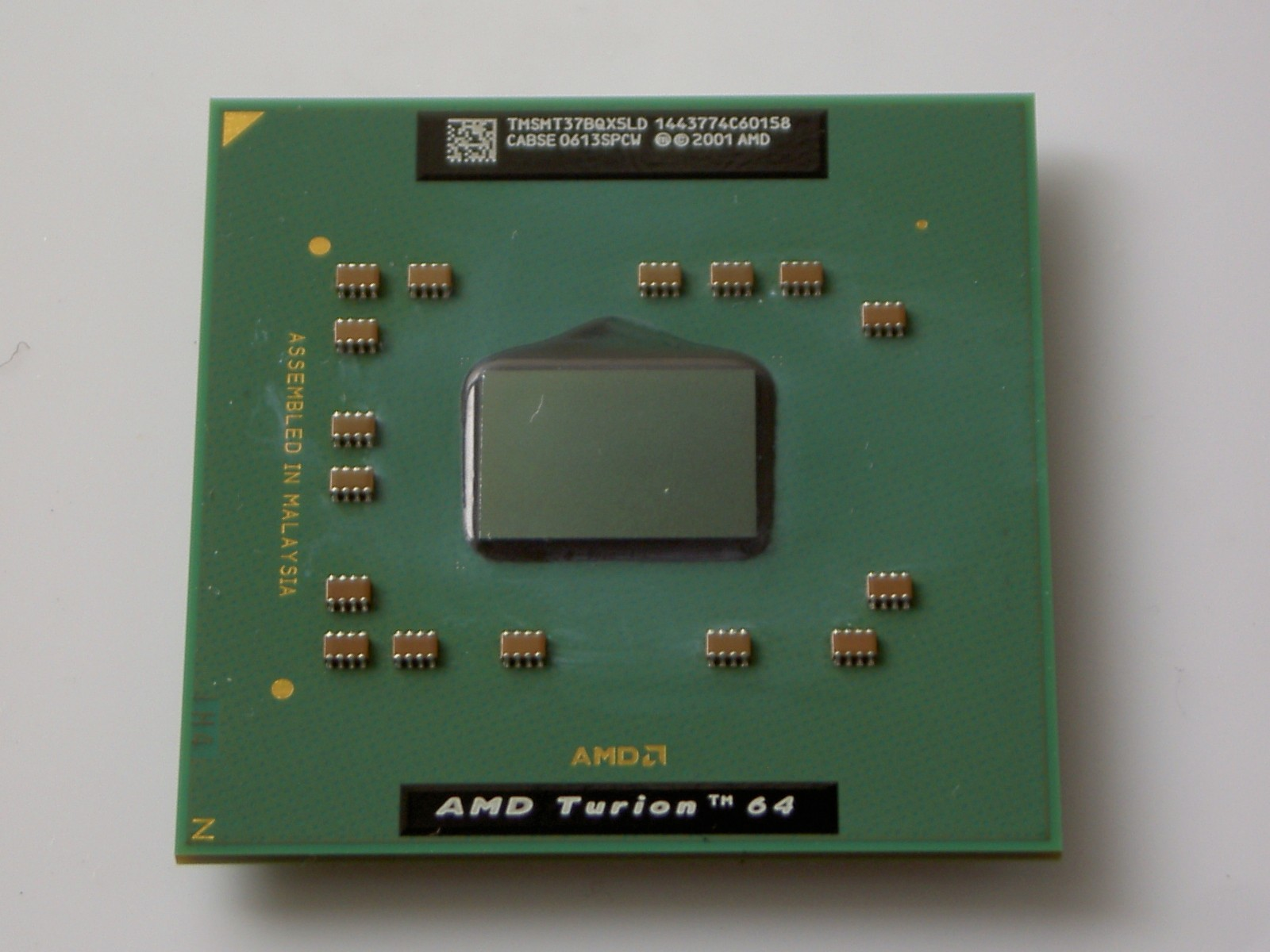
AMD Turion 64 MT-37

| Processore    | Modello | Processo costruttivo | Socket     | Frequenza | Cores | Threads | Cache L1 | Cache L2 | TDP  |
| ------------- | ------- | -------------------- | ---------- | --------- | ----- | ------- | -------- | -------- | ---- |
| AMD Turion 64 | MK-36   | 90 nm                | Socket S1  | 2000 MHz  | 1     | 1       | 64 KB    | 512 KB   | 31 W |
| AMD Turion 64 | MK-38   | 90 nm                | Socket S1  | 2200 MHz  | 1     | 1       | 64 KB    | 512 KB   | 31 W |
| AMD Turion 64 | ML-28   | 90 nm                | Socket 754 | 1600 MHz  | 1     | 1       | 64 KB    | 512 KB   | 35 W |
| AMD Turion 64 | ML-30   | 90 nm                | Socket 754 | 1600 MHz  | 1     | 1       | 64 KB    | 1 MB     | 35 W |
| AMD Turion 64 | ML-32   | 90 nm                | Socket 754 | 1800 MHz  | 1     | 1       | 64 KB    | 1 MB     | 35 W |
| AMD Turion 64 | ML-34   | 90 nm                | Socket 754 | 1800 MHz  | 1     | 1       | 64 KB    | 1 MB     | 35 W |
| AMD Turion 64 | ML-37   | 90 nm                | Socket 754 | 2000 MHz  | 1     | 1       | 64 KB    | 1 MB     | 35 W |
| AMD Turion 64 | ML-40   | 90 nm                | Socket 754 | 2200 MHz  | 1     | 1       | 64 KB    | 1 MB     | 35 W |
| AMD Turion 64 | ML-42   | 90 nm                | Socket 754 | 2400 MHz  | 1     | 1       | 64 KB    | 512 KB   | 35 W |
| AMD Turion 64 | ML-44   | 90 nm                | Socket 754 | 2400 MHz  | 1     | 1       | 64 KB    | 1 MB     | 35 W |
| AMD Turion 64 | MT-28   | 90 nm                | Socket 754 | 1600 MHz  | 1     | 1       | 64 KB    | 512 KB   | 25 W |
| AMD Turion 64 | MT-30   | 90 nm                | Socket 754 | 1600 MHz  | 1     | 1       | 64 KB    | 1 MB     | 25 W |
| AMD Turion 64 | MT-32   | 90 nm                | Socket 754 | 1800 MHz  | 1     | 1       | 64 KB    | 512 KB   | 24 W |
| AMD Turion 64 | MT-34   | 90 nm                | Socket 754 | 1800 MHz  | 1     | 1       | 64 KB    | 1 MB     | 24 W |
| AMD Turion 64 | MT-37   | 90 nm                | Socket 754 | 2000 MHz  | 1     | 1       | 64 KB    | 1 MB     | 25 W |
| AMD Turion 64 | MT-40   | 90 nm                | Socket 754 | 2200 MHz  | 1     | 1       | 64 KB    | 1 MB     | 25 W |